# أكرونيس ترو إيماج
أكرونيس ترو إيماج (بالإنجليزية: Acronis True Image)‏ هو برنامج لعمل نسخ من الملفات على ويندوز وماك.
البرنامج تم إنتاجه بواسطة أكرونيس ويوفر حماية البيانات للمستخدمين الشخصيين بما في ذلك النسخ الاحتياطي والأرشفة والوصول والاسترداد لأنظمة تشغيل مايكروسوفت ويندوز و ماك أو إس و آي أو إس و أندرويد. كبرنامج لتصوير القرص، يمكن لـ True Image استعادة الصورة التي تم التقاطها مسبقًا إلى قرص آخر، وتكرار البنية والمحتويات على القرص الجديد، مما يسمح أيضًا باستنساخ القرص وتغيير حجم القسم، حتى إذا كان القرص الجديد ذا سعة مختلفة. النسخ الاحتياطية هي بتنسيق خاص يحفظ باستخدام تنسيق اسم ملف .tib. تم إطلاق Acronis في عام 2003 وفي ديسمبر 2014 ادعى أن لديها أكثر من 5 ملايين مستهلك و 500000 مستخدم للأعمال.